# Wapen van Bathmen
Het wapen van Bathmen werd op 21 november 1898 aan de Overijsselse gemeente Bathmen toegekend. Op 7 september 1989 kreeg de gemeente een aangepaste versie van het wapen toegekend. Sinds 2005 maakt de gemeente deel uit van de fusiegemeente Deventer, de gemeente behield de naam en het wapen van de oude gemeente Deventer.

## Eerste blazoenering
De blazoenering van het wapen luidde als volgt:
Gedeeld; I in sinopel de Maagd Maria met het Christuskind; II in goud drie kepers van keel.
Dit wapen toont heraldisch rechts Madonna en Kind van natuurlijke kleur, de kleur wordt niet genoemd waardoor het als natuurlijke kleur uitgevoerd wordt. Heraldisch links een gouden veld met daarop drie rode kepers.

## Tweede blazoenering
De tweede blazoenering luidde als volgt:
Gedeeld; I in sinopel de Maagd Maria van natuurlijke kleur met afhangend haar, gesluierd van zilver, het hoofd gedekt met een driebladige kroon van goud, gevoerd van keel, en omgeven door een nimbus van zilver, gekleed in een ander kleed van keel, een rok van zilver en een bovenkleed van azuur, geschoeid van keel, houdende met de rechterhand een scepter van goud, waarop een omgewende duif van zilver, en met de linkerhand op haar schoot het Christuskind van natuurlijke kleur, aanziend, het hoofd omgeven door een nimbus van zilver, waarin een breedarmig kruis van goud, gekleed van zilver, geschoeid van keel, houdende de rechterhand opgeheven en in de linkerhand een wereldbol van goud, de Maagd gezeten op een troon van goud, met halverwege een omboording van zilver, de zitting van keel, de rugleuning omlijst van zilver, bewerkt van keel, het voetenbankje van goud, omboord van zilver, met een bekleding van sinopel, geruit van keel; II in goud drie kepers van keel. Het schild gedekt met een gouden kroon van drie bladeren en twee parels.
Het wapen is gelijk aan het vorige wapen, de blazoenering is nu alleen uitgebreid en meteen gespecificeerd. De indeling en de kleuren zijn precies hetzelfde gebleven: heraldisch rechts een groen veld met daarop de Maagd Maria met op haar schoot het kindeke Jezus. De beide heiligen zijn in natuurlijke kleur. Maria heeft drie algen kleding: een rode rok, daar overheen een zilveren rok en als top een blauw bovenkleed. Jezus is geheel gekleed in zilver. Beide hebben een zilveren aureool, Maria heeft eveneens een gouden kroon.
Beide houden ook attributen vast: Maria heeft in haar rechterhand een scepter met daarop een zilveren duif. Jezus houdt een gouden wereldbol met kruis vast. De troon waar Maria op zit en het bijhorende voetenbankje zijn van goud.
Het linkerveld is van goud met daarop drie rode kepers.
Het schild heeft nu ook een gravenkroon gekregen.

## Symboliek
De twee helften hebben elk hun eigen herkomst en geschiedenis. Maria en Kind zijn afkomstig van het wapen van het kapittel van Sint Lebuinius uit Deventer, waar Bathmen onderhorig aan was. De kepers zijn van het wapen van het geslacht Van Dorth. Zij waren invloedrijk in de omgeving, maar mogelijk niet direct betrokken bij de plaats zelf.
Het wapen kwam, zonder kroon, terug in de vlag van Bathmen.
Ambt Almelo
· Ambt Delden
· Ambt Hardenberg
· Ambt Ommen
· Ambt Vollenhove
· Avereest
· Bathmen
· Blankenham
· Blokzijl
· Brederwiede
· Den Ham
· Denekamp
· Diepenheim
· Diepenveen
· Genemuiden
· Giethoorn
· Goor
· Grafhorst
· Gramsbergen
· Hasselt
· Heino
· Holten
· IJsselham
· IJsselmuiden
· Kamperveen
· Kuinre
· Lonneker
· Markelo
· Nieuwleusen
· Noordoostpolder
· Oldemarkt
· Olst
· Ootmarsum
· Rijssen
· Stad Almelo
· Stad Delden
· Stad Hardenberg
· Stad Ommen
· Stad Vollenhove
· Steenwijk
· Steenwijkerwold
· Urk
· Vollenhove
· Vriezenveen
· Wanneperveen
· Weerselo
· Wijhe
· Wilsum
· Zalk en Veecaten
· Zwartsluis
· Zwollerkerspel